# San Isidro, Chignautla
San Isidro är en ort i Mexiko.   Den ligger i kommunen Chignautla och delstaten Puebla, i den sydöstra delen av landet, 190 km öster om huvudstaden Mexico City. San Isidro ligger 2 108 meter över havet och antalet invånare är 2 512.
Terrängen runt San Isidro är bergig. Runt San Isidro är det ganska tätbefolkat, med 179 invånare per kvadratkilometer. Närmaste större samhälle är Teziutlan, 3,4 km nordost om San Isidro. I omgivningarna runt San Isidro växer huvudsakligen savannskog.